# Hyderabad
Hyderabad är en stad i Indien. Den är huvudstad för delstaten Telangana samt under en övergångsperiod även de jure huvudstad för delstaten Andhra Pradesh. Den är en av landets största städer, med cirka 6,7 miljoner invånare vid folkräkningen 2011. Storstadsområdet beräknas ha cirka 9,5 miljoner invånare 2018. Den största förorten är Secunderabad.
Hyderabad grundades 1591 av Muhammad Quli Qutb Shah, den femte sultanen i Qutb Shahi-dynastin. Han byggde också stadens mest kända landmärke, moskén Charminar. Under perioden 1724–1948 var Hyderabad huvudstad i det självständiga furstendömet Hyderabad som styrdes av Nizamdynastin.
Staden präglas av såväl rik kultur och gamla anor, som av dynamisk industriell utveckling. Framträdande branscher är informationsteknik, bioteknik, läkemedel, filmindustri och byggindustri. Centrala universitetet är ett universitet i Hyderabad. Universitetet grundades 1974 och anses höra till de mer framstående i Indien idag.